# 兼容模式
兼容模式是指旧版本的软件可以在新的计算机硬件以及操作系統上運行。例如Mac OS X和Microsoft Windows都可以運行那些專門為舊版本操作系統設計的应用程序。Internet Explorer的兼容性視圖則可以順利顯示那些專門為舊版本瀏覽器設計的網頁。